# Gérard Pirès
Gérard Pirès (París, 31 d'agost de 1942) és un director de cinema francès.

## Biografia
Va debutar al cinema com a ajudant del director Michel Deville a la pel·lícula Martin soldat (1966). Va dirigir el seu primer llargmetratge el 1969, Erotissimo, amb Annie Girardot. Als anys setanta, va dirigir diverses comèdies d'èxit, que reflectien modes i comportaments. Alterna entre comèdies lleugeres i comèdies negres. El 1975, va dirigir sobretot L'Agression, pel·lícula molt fosca en la que Jean-Louis Trintignant és el protagonista. L'any següent estrena Attention les yeux!, una compèdia lleugera sobre el món de la pornografia. Als anys vuitanta, arran d'un greu accident de moto, es va allunyar del cinema per fer més de 400 anuncis. Algunes es realitzaran per al fabricant de vehicles Peugeot.
A partir del 1998 va tornar a la gran pantalla amb Taxi, un gran èxit popular produït per Luc Besson que va sumar prop de 6 milions dientrades a França. Està nominat a la vint-i-quarta cerimònia de Césars en les categories següents: Millor director i millor pel·lícula francesa de l'any.
El 2002 va provar sort internacionalment amb la pel·lícula Riders protagonitzada per Stephen Dorff i Natasha Henstridge però no va tenir gaire èxit comercial.
El 2004 amb el duo Éric et Ramzy va tornar a la comèdia Double zéro que va tenir força èxit comercial amb 1.809.738 entrades. L'any següent va estrenar Herois del cel, que també fou un èxit amb 1.274.987 entrades a França. Fou protagonitzada per Clovis Cornillac i Benoît Magimel i va rebre bones crítiques, particularment pel que fa a les acrobàcies aèries realitzades sense efectes especials digitals.
L'apassiona l'aviació, les motos, els cotxes. Durant un viatge enduro amb un amic, xoca amb una cadena posada a la carretera, cosa que provoca el seu accident. Amb la gola tallada, deu la seva supervivència a la intervenció del seu amic. Encara pateix les greus conseqüències.

## Filmografia
- 1966: Martin soldat de Michel Deville
- 1968: Je ne sais pas (Curtmetratge), amb Jean-Pierre Kalfon i Bernadette Lafont
- 1968: Erotissimo, amb Jean Yanne, Annie Girardot, Francis Blanche
- 1969: L'Art de la turlute (curtmetratge)
- 1969: La Fête des mères (curtmetratge)
- 1971: Fantasia chez les ploucs, amb Lino Ventura, Mireille Darc, Jean Yanne
- 1973: Tu de dia, jo de nit,amb Marthe Keller, Jacques Higelin
- 1974: L'Agression, amb Jean-Louis Trintignant, Catherine Deneuve, Claude Brasseur
- 1975: Attention les yeux !, amb Claude Brasseur
- 1976: L'Ordinateur des pompes funèbres, amb Jean-Louis Trintignant, Mireille Darc
- 1980: L'Entourloupe, amb Jean-Pierre Marielle, Jacques Dutronc
- 1981: Rends-moi la clé, amb Jacques Dutronc, Jane Birkin
- 1998: Taxi, amb Samy Naceri, Frédéric Diefenthal
- 2001: Riders, amb Stephen Dorff
- 2004: Double Zéro, amb Éric i Ramzy
- 2005: Herois del cell, amb Benoît Magimel, Clovis Cornillac